# Exeliopsis insulanus
Exeliopsis insulanus là một loài bướm đêm trong họ Geometridae.